# كارل هاينز ويبر
كارل هاينز ويبر (بالألمانية: Karl-Heinz Weber)‏ هو طيار بطل ألماني، ولد في 30 يناير 1922 في هيرينجسدورف في ألمانيا، وتوفي في 7 يونيو 1944 في روان في فرنسا.